# بشتة عليا (مقاطعة دورود)
بشتة عليا (بالفارسية: پشته علیا) هي قرية تقع في قسم تشالانتشولان الريفي (مقاطعة دورود) في إيران. يقدر عدد سكانها بـ 47 نسمة بحسب إحصاء 2016.